# Guilhem Fabre
Guilhem Fabre (fl. XIII secolo) di estrazione "medio-borghese", è stato uno dei tanti trovatori di Narbona, attivi nella metà del XIII secolo, insieme a Bernart Alanhan e Miquel de Castillon.
Potrebbe essere lo stesso dedicatario di En Guillems Fabres, sap fargar, un poema eulogistico di Bernart d'Auriac.

## Opera
Tra i lavori di Guilhem ci sono On mais vei, plus trop sordejor, un sirventes sulla decadenza, Pos dels majors princeps auzem conten, una canzone di crociata. Nel primo componimento poetico, Guilhem critica la politica e la religione contemporanee per essere troppo mondane, mettendole in relazione con triste stato in cui versa in questo periodo la Terrasanta. Nel secondo, ispirato da pietà, Guilhem biasima le guerre interne alla Cristianità, responsabili secondo lui del fallimento delle crociate, e in modo particolare gli ordini mendicanti. È universalmente accettato che questa canzone sia stata scritta dopo la perdita di Gerusalemme nel 1244. Alcuni studiosi la collocano negli anni 1245–1258 (C. Fabre) o 1254–1269 (Karl Appel, Sergio Vatteroni). Durante il pontificato di papa Clemente IV (1264–1268) in cui si inasprivano le guerre tra guelfi e ghibellini, Guilhem rivela le sue simpatie ghibelline, coprendo di accuse il papa e sottolineando il fatto che lo stesso pontefice non aveva mai condotto una crociata. A causa di questo riferimento al papa, la canzone di Guilhem non può essere stata scritta durante l'interregno papale del 1268–1271. Lo studioso Amos Parducci suggerisce che sia stata composta durante la guerra dei vespri siciliani, non oltre il 1284–1285.
Il trovatore contemporaneo Uc de Saint Circ critica Guilhem Fabre nella sua cobla esparsa, Guillelms Fabres nos fai en brau lignatge, per l'utilizzo di frasi artefatte dal significato oscuro. Da ciò si può supporre che Guilhem appartenesse alla "scuola" di composizione del trobar clus, la quale privilegiava parole brevi, una grande quantità di consonanti rispetto alle vocali e, di solito, suoni stridenti e rime insolite. L'identificazione di "Guillelms Fabres" con Guilhem è problematica. Diversi usi interni suggeriscono che le critiche mosse da Uc possano essere in particolar modo appropriate a Guilhem Ademar, in questo caso "Fabre" potrebbe essere interpretato come un soprannome che significa "fabbro".